# Rysslands Grand Prix 2017
Rysslands Grand Prix 2017, officiellt 2017 Formula 1 VTB Russian Grand Prix, var ett Formel 1-lopp som kördes 30 april 2017 på Sotji Autodrom i Sotji i Ryssland. Loppet var det fjärde av sammanlagt tjugo deltävlingar ingående i Formel 1-säsongen 2017 och kördes över 52 varv.
Loppet skulle ha körts 53 varv men kortades till 52 varv. Under formationsvarvet fick Fernando Alonso fel på energiåtervinningssystemet (energy recovery system, ERS) och blev stående i depåinfarten på väg tillbaka till depågaraget. Starten avbröts och ytterligare ett formationsvarv fick läggas till och som räknades av från den totala race-distansen.

## Resultat

### Kval
| Pos.                    | Nr | Förare            | Konstruktör               | Kvaltider | Kvaltider | Kvaltider | Start- grid |
| Pos.                    | Nr | Förare            | Konstruktör               | Q1        | Q2        | Q3        | Start- grid |
| ----------------------- | -- | ----------------- | ------------------------- | --------- | --------- | --------- | ----------- |
| 1                       | 5  | Sebastian Vettel  | Ferrari                   | 1.34,493  | 1.34,038  | 1.33,194  | 1           |
| 2                       | 7  | Kimi Räikkönen    | Ferrari                   | 1.34,953  | 1.33,663  | 1.33,253  | 2           |
| 3                       | 77 | Valtteri Bottas   | Mercedes                  | 1.34,041  | 1.33,264  | 1.33,289  | 3           |
| 4                       | 44 | Lewis Hamilton    | Mercedes                  | 1.34,409  | 1.33,760  | 1.33,767  | 4           |
| 5                       | 3  | Daniel Ricciardo  | Red Bull Racing-TAG Heuer | 1.35,560  | 1.35,483  | 1.34,905  | 5           |
| 6                       | 19 | Felipe Massa      | Williams-Mercedes         | 1.35,828  | 1.35,049  | 1.35,110  | 6           |
| 7                       | 33 | Max Verstappen    | Red Bull Racing-TAG Heuer | 1.35,301  | 1.35,221  | 1.35,161  | 7           |
| 8                       | 27 | Nico Hülkenberg   | Renault                   | 1.35,507  | 1.35,328  | 1.35,285  | 8           |
| 9                       | 11 | Sergio Pérez      | Force India-Mercedes      | 1.36,185  | 1.35,513  | 1.35,337  | 9           |
| 10                      | 31 | Esteban Ocon      | Force India-Mercedes      | 1.35,372  | 1.35,729  | 1.35,430  | 10          |
| 11                      | 55 | Carlos Sainz, Jr. | Toro Rosso-Renault        | 1.35,827  | 1.35,948  |           | 14a         |
| 12                      | 18 | Lance Stroll      | Williams-Mercedes         | 1.36,279  | 1.35,964  |           | 11          |
| 13                      | 26 | Daniil Kvyat      | Toro Rosso-Renault        | 1.35,984  | 1.35,968  |           | 12          |
| 14                      | 20 | Kevin Magnussen   | Haas-Ferrari              | 1.36,408  | 1.36,017  |           | 13          |
| 15                      | 14 | Fernando Alonso   | McLaren-Honda             | 1.36,353  | 1.36,660  |           | 15          |
| 16                      | 30 | Jolyon Palmer     | Renault                   | 1.36,462  |           |           | 16          |
| 17                      | 2  | Stoffel Vandoorne | McLaren-Honda             | 1.37,070  |           |           | 20b         |
| 18                      | 94 | Pascal Wehrlein   | Sauber-Ferrari            | 1.37,332  |           |           | 17          |
| 19                      | 9  | Marcus Ericsson   | Sauber-Ferrari            | 1.37,507  |           |           | 18          |
| 20                      | 8  | Romain Grosjean   | Haas-Ferrari              | 1.37,620  |           |           | 19          |
| 107 %-gränsen: 1.37,170 |    |                   |                           |           |           |           |             |
| Källor:                 |    |                   |                           |           |           |           |             |

- ^a  – Carlos Sainz, Jr. flyttades ned tre platser på startgriden som bestraffning för den kollision med Lance Stroll som han ansågs vara vållande till under Bahrains Grand Prix 2017.[8]
- ^b  – Stoffel Vandoorne bestraffades med femton platsers nedflyttning på startgriden efter att flera komponenter, utöver det tillåtna, i motorenheten bytts ut.[9]

### Lopp
| Pos.    | Nr | Förare            | Konstruktör               | Varv | Tid/Bröt    | Grid | Poäng |
| ------- | -- | ----------------- | ------------------------- | ---- | ----------- | ---- | ----- |
| 1       | 77 | Valtteri Bottas   | Mercedes                  | 52   | 1:28.08,743 | 3    | 25    |
| 2       | 5  | Sebastian Vettel  | Ferrari                   | 52   | +0,617      | 1    | 18    |
| 3       | 7  | Kimi Räikkönen    | Ferrari                   | 52   | +11,000     | 2    | 15    |
| 4       | 44 | Lewis Hamilton    | Mercedes                  | 52   | +36,230     | 4    | 12    |
| 5       | 33 | Max Verstappen    | Red Bull Racing-TAG Heuer | 52   | +1.00,416   | 7    | 10    |
| 6       | 11 | Sergio Pérez      | Force India-Mercedes      | 52   | +1.26,788   | 9    | 8     |
| 7       | 31 | Esteban Ocon      | Force India-Mercedes      | 52   | +1.35,004   | 10   | 6     |
| 8       | 27 | Nico Hülkenberg   | Renault                   | 52   | +1.36,188   | 8    | 4     |
| 9       | 19 | Felipe Massa      | Williams-Mercedes         | 51   | +1 varv     | 6    | 2     |
| 10      | 55 | Carlos Sainz Jr.  | Toro Rosso-Renault        | 51   | +1 varv     | 14   | 1     |
| 11      | 18 | Lance Stroll      | Williams-Mercedes         | 51   | +1 varv     | 11   |       |
| 12      | 26 | Daniil Kvyat      | Toro Rosso-Renault        | 51   | +1 varv     | 12   |       |
| 13      | 20 | Kevin Magnussen   | Haas-Ferrari              | 51   | +1 varv     | 13   |       |
| 14      | 2  | Stoffel Vandoorne | McLaren-Honda             | 51   | +1 varv     | 20   |       |
| 15      | 9  | Marcus Ericsson   | Sauber-Ferrari            | 51   | +1 varv     | 18   |       |
| 16      | 94 | Pascal Wehrlein   | Sauber-Ferrari            | 50   | +2 varv     | 17   |       |
| Bröt    | 3  | Daniel Ricciardo  | Red Bull Racing-TAG Heuer | 5    | Bromsar     | 5    |       |
| Bröt    | 30 | Jolyon Palmer     | Renault                   | 0    | Kollision   | 16   |       |
| Bröt    | 8  | Romain Grosjean   | Haas-Ferrari              | 0    | Kollision   | 19   |       |
| DNS     | 14 | Fernando Alonso   | McLaren-Honda             | 0    | ERS (MGU-H) | –    |       |
| Källor: |    |                   |                           |      |             |      |       |